# 髙橋聡
髙橋 聡（たかはし さとし、1978年〈昭和53年〉8月14日 - ）は、日本の経営者。株式会社アートワークスコンサルティング 代表取締役。
医薬品、医療機器等の品質、有効性及び安全性の確保等に関する法律（以下薬機法）、不当景品類及び不当表示防止法（以下景品表示法）に関する誇大表現の境界線を研究テーマとしている法学者でもあり、世界中の広告表現NGワード収集を日課としている。
2021年  iU（情報経営イノベーション専門職大学）客員教授就任。2023年 『広告表現判定装置及び記憶媒体並びにプログラム』で国際出願。
東京中小企業家同友会渋谷支部支部長。

## 経歴

### 学生時代（小学～高校）
埼玉県秩父郡小鹿野町にて誕生。1994年3月31日  小鹿野町立小鹿野中学校卒業。小学生から中学生までは剣道を習う。剣道初段。中学時代は団体戦で県大会優勝経験あり。
埼玉県立松山高等学校に進学。高校時代は生徒会に参加。部活は書道部。1997年3月31日  埼玉県立松山高等学校卒業。

### 学生時代（大学時代）
2002年3月31日  国士舘大学法学部法律学科卒業。
大学では授業で柔道を選択し、二段を取得。柔道を通し恩師の中島たかしに出会う。中島の言葉に『Everything is experience(何事も経験)。』がある。本人は中島の考え方に共感し、チャレンジするときは『Everything is experience(何事も経験)。』をポリシーとしている。
大学1回生から神奈川県川崎市多摩区にある川崎生田道院で少林寺拳法を習い始めた。学生時代から12年続け最終的に四段取得。
武道だけでなく、学業に関しても法学部四回生時には学業優秀で特待生に選ばれている。

### 社会人時代
29歳まで検察官を目指していたが旧司法試験に失敗。大学時代からパソコンに触れていたことと、未経験でも努力すれば手に職をつけられるとIT業界（SIer）に転身。内部統制（IT全般統制）業務に従事する。
リーマンショックの影響を受け、内部統制のプロジェクト終了とともに次のプロジェクト先が見えないことから独立を決意。2010年10月に株式会社アートワークスコンサルティングを1人で創業する。代表取締役に就任。創業当時のサービスはホームページ制作。しかしホームページ制作案件の獲得が厳しいため創業してわずか10ヶ月程で資金が枯渇しかける。背に腹は代えられないと常駐型の業務と並行して制作案件を行う。常駐時のポジションとしてはプロジェクトマネージャーやWebディレクターとして数社従事している。2015年頃より主に化粧品、健康食品などのLP（ランディングページ）制作を手掛け始める。
LP制作だけでなく、リスティング広告および分析レポートの依頼を受けるようになり、デジタルマーケティングに詳しくなるきっかけとなった。この時期に薬事法、景品表示法に出会い、広告表現で使用してはいけないワードを忘れないために、NGワードをひとつひとつエクセルで貯め始め、備忘録として整備したNGワード集が人生のターニングポイントとなる。その後もWebサイト制作だけでは食べていけないため常駐型業務に携わりながら経営を続ける。
ある日NGワードを貯めすぎてエクセルファイルが起動できなくなり、急ぎデータベースに移行し難を逃れる。
2018年、新聞社主催の展示会に参加する話を受け、広告表現NGデータベースのお披露目として出展を決意。展示会出展前に広告表現NGデータベースというアイデアが新規性ある発明であるとの周りからアドバイスを受け特許としてサービスを保護。
2019年11月  薬機法・景表法に準拠した表示情報判定装置（通称『ツクヨミ』）で特許取得。広告表現NGデータベースが特許として認められ、髙橋の強みとなるだけでなく自社最大の強みとしている。
2017-2021年は大手企業と共催でセミナーを主催、本人が積極的に登壇している。
また、プライベートでは2018年からキックボクシング（2021年まで）と五禽戯（2023年3月まで）を始めている。
2023年からは中小企業経営者の団体である中小企業家同友会渋谷支部の支部長になり、活動の場を広げている。
趣味は釣りと武術。今でも武道や武術が好きで、いつか中国の嵩山少林寺で少林拳を学びたいと考えている。
好きな本は新渡戸稲造著『逆境を越えてゆく者へ』『運命を拓きゆく者へ』。人生のバイブルとしている。
うさぎが好き。

## 研究テーマ
不当景品類及び不当表示防止法
（不当な表示の禁止）
第五条　事業者は、自己の供給する商品又は役務の取引について、次の各号のいずれかに該当する表示をしてはならない。
一　商品又は役務の品質、規格その他の内容について、一般消費者に対し、実際のものよりも著しく優良であると示し、又は事実に相違して当該事業者と同種若しくは類似の商品若しくは役務を供給している他の事業者に係るものよりも著しく優良であると示す表示であつて、不当に顧客を誘引し、一般消費者による自主的かつ合理的な選択を阻害するおそれがあると認められるもの

二　商品又は役務の価格その他の取引条件について、実際のもの又は当該事業者と同種若しくは類似の商品若しくは役務を供給している他の事業者に係るものよりも取引の相手方に著しく有利であると一般消費者に誤認される表示であつて、不当に顧客を誘引し、一般消費者による自主的かつ合理的な選択を阻害するおそれがあると認められるもの
　不当表示は「一般消費者に誤認される」表示であれば要件該当性が認められ、基本的に他の立証は不要である。
　しかし、事業者側からすると「一般消費者に誤認される」、特に景品表示法上の「著しく」の定義が曖昧であり、どこまで表現として謳って良いか判断できないという課題がある。
　そのため、この『著しく』『一般消費者に誤認される』の境界線を探るために多くの誇大表現になる恐れのあるキーワードを日々収集、研究している。
医薬品、医療機器等の品質、有効性及び安全性の確保等に関する法律
（誇大広告等）
第六十六条　何人も、医薬品、医薬部外品、化粧品、医療機器又は再生医療等製品の名称、製造方法、効能、効果又は性能に関して、明示的であると暗示的であるとを問わず、虚偽又は誇大な記事を広告し、記述し、又は流布してはならない。

２　医薬品、医薬部外品、化粧品、医療機器又は再生医療等製品の効能、効果又は性能について、医師その他の者がこれを保証したものと誤解されるおそれがある記事を広告し、記述し、又は流布することは、前項に該当するものとする。
薬機法第六十六条にいう、いわゆる誇大広告の『明示的であると暗示的であるとを問わず』および『誇大』について、定義が曖昧でありどのような広告が誇大広告に該当するか単語を日々収集、研究を進めている。
最近では中国の広告法において虚偽または誇大広告を禁止しているため単語を収集し、研究を行っている。

## 大学でのゼミタイトル
『デジタル広告とガイドラインの世界』

### 講義内容
- 第1回 はじめに
- 第2回 デジタルマーケティングとは
- 第3回 誇大広告とは（医薬品、医療機器等の品質、有効性及び安全性の確保等に関する法律）
- 第4回 ランディングページ（LP）とは
- 第5回 Eコマースを始める上で必要な4つの項目（会社概要/特商法/プラポリ/お問い合わせ）
- 第6回 タイトル/リード/ディスクリプションについて
- 第7回 デジタルマーケティングで欠かせない広告ガイドライン概要
- 第8回 不当景品類及び不当表示防止法における優良誤認・有利誤認の判断基準について（上）
- 第9回 不当景品類及び不当表示防止法における優良誤認・有利誤認の判断基準について（下）
- 第10回 医薬品等適正広告基準の解説及び留意事項等について
- 第11回 医療広告ガイドラインについて
- 第12回 健康食品に関する景品表示法及び健康増進法上の留意事項について

## 取得特許
- 表示情報判定装置（特許第6621095号）
- 広告表現判定装置及び記憶媒体並びにプログラム（特許第7223950号）